# Everything in Its Right Place
“Everything in Its Right Place” é uma canção da banda de rock inglesa Radiohead, lançada como faixa de abertura do seu quarto álbum de estúdio, Kid A (2000). Apresenta sintetizadores, vozes manipuladas digitalmente e compassos invulgares. A letra foi inspirada no stress sentido pelo vocalista, Thom Yorke, enquanto promovia o álbum OK Computer (1997) dos Radiohead.
Yorke escreveu “Everything in Its Right Place” ao piano. Os Radiohead trabalharam-na num arranjo de banda convencional antes de a transferirem para o sintetizador, e descreveram-na como um avanço na gravação do álbum.
“Everything in Its Right Place” representou uma mudança no estilo e nos métodos de trabalho dos Radiohead, passando para uma abordagem mais experimental. Embora tenha afastado alguns ouvintes, foi considerada uma das melhores canções da década por várias publicações.

## Escrita
Após o sucesso do álbum OK Computer de 1997 dos Radiohead, o compositor Thom Yorke teve um esgotamento mental. Sofreu de bloqueio de escritor e ficou desiludido com a música rock. Em vez disso, ouviu quase exclusivamente a música eletrónica de artistas da Warp, como Aphex Twin e Autechre, dizendo: “Era refrescante porque a música era toda estruturada e não tinha vozes humanas. Mas senti-me tão emocionado com isso como alguma vez me senti com música de guitarra."
Yorke comprou uma casa na Cornualha e passava o tempo a passear pelas falésias e a desenhar, restringindo a sua atividade musical a tocar o seu novo piano de cauda. “Everything in Its Right Place” foi a primeira canção que escreveu, seguida de “Pyramid Song”. Yorke descreveu-se a si próprio como um “pianista de merda”, e inspirou-se numa citação de Tom Waits que dizia que a ignorância dos instrumentos lhe dá inspiração. Yorke disse: “Essa é uma das razões pelas quais eu queria entrar em computadores e sintetizadores, porque eu não entendia como diabos eles funcionavam. Não fazia ideia do que ADSR significava." Ele tocava ‘interminavelmente’ a melodia de ‘Everything in its Right Place’, tentando ‘meditar para sair’ da sua depressão.
Yorke negou que as letras fossem sem sentido, e disse que elas expressavam a depressão que ele experimentou na turnê do OK Computer. Ele citou uma apresentação na NEC Arena em Birmingham, Inglaterra, em 1997: “Eu saí no final daquele show sentado no camarim e não conseguia falar... As pessoas diziam-me: “Estás bem? Eu sabia que as pessoas estavam a falar comigo. Mas não as conseguia ouvir... Já estava farta. E estava farto de dizer que estava farto." Ele disse que ‘Everything In Its Right Place’ era sobre ‘tentar encaixar no sítio certo e na caixa certa para nos podermos ligar’.
A frase “yesterday I woke up sucking a lemon” (ontem acordei a chupar um limão) faz referência à expressão de cara amarga que Yorke disse ter usado “durante três anos”. Hesitou em usar a frase, mas gravou-a com o incentivo do produtor dos Radiohead, Nigel Godrich. Yorke disse que era “bastante parva... Achei que era engraçado quando a cantei. Quando a ouvi depois, tinha outro significado."

## Gravação
Os Radiohead e Godrich trabalharam em “Everything in its Right Place” num arranjo de banda convencional em Copenhaga e Paris, mas sem resultados. De acordo com o baixista, Colin Greenwood, Godrich não ficou inicialmente impressionado com a canção.
Uma noite, enquanto estavam a trabalhar em Gloucestershire, Yorke e Godrich transferiram a canção do piano para um sintetizador Prophet-5. Godrich processou os seus vocais no Pro Tools usando uma ferramenta de scrubbing. Para actuações ao vivo, os Radiohead recriam o efeito manipulando os vocais de Yorke com Kaoss Pads.
O guitarrista principal, Jonny Greenwood, disse que a canção foi um ponto de viragem na criação de Kid A: “Ele disse que foi a primeira vez que o Radiohead ficou feliz em deixar uma música “esparsa”, em vez de “colocar em cima do que é uma música muito boa ou um som muito bom, e escondê-lo, camuflando-o no caso de não ser bom o suficiente”. O guitarrista Ed O'Brien e o baterista, Philip Selway, disseram que a faixa os forçou a aceitar que nem todas as músicas precisavam que todos os membros da banda tocassem nelas. O'Brien recordou: “Isso forçou a questão, imediatamente! E sentirmo-nos genuinamente satisfeitos por termos trabalhado durante seis meses neste disco e por ter saído algo fantástico, sem termos contribuído para isso, é uma sensação realmente libertadora."

## Composição
“Everything in its Right Place” é uma canção eletrónica com sintetizadores e vozes manipuladas digitalmente. Utiliza compassos invulgares e modos mistos, elementos básicos da escrita de canções dos Radiohead. O'Brien observou que lhe faltam os crescendos das canções anteriores dos Radiohead. [O ABC.net descreveu-a como “dissonante” e “sinistra” e o NME comparou-a à música eletrónica lançada pela editora Warp, com “minimalismo e todo o tipo de glitches arrepiantes” e “uma paisagem de sonho estranhamente hínica de teclas ambiente”.
O compositor minimalista Steve Reich reinterpretou “Everything in Its Right Place” para o seu álbum Radio Rewrite, de 2014. Ele notou o movimento harmónico invulgar da canção: “Era originalmente em Fá menor, e nunca se resume a um acorde, o acorde de Fá menor nunca é declarado. Portanto, nunca há uma tónica, nunca há uma cadência no sentido normal”. Também notou que a palavra “tudo” segue a dominante e a tónica: “A tónica e a dominante são o fim de todas as sinfonias de Beethoven, o fim de tudo na música clássica... Estou certo de que Thom o fez intuitivamente, estou certo de que não estava a pensar nisso... mas é perfeito, é tudo."